# 1757
Het jaar 1757 is het 57e jaar in de 18e eeuw volgens de christelijke jaartelling.

## Gebeurtenissen
januari
- 5 - Mislukte moordaanslag op koning Lodewijk XV van Frankrijk door Robert François Damiens.

maart
- 8 - Vanuit de Surinaamse plantage Oranibo vertrekt een expeditie van 150 blanken en een aantal slaven als lastdrager om de rebellen in het Tempatiegebied te bestrijden. Omdat het regentijd is, komt men echter moeizaam vooruit in het moerasachtige gebied en wordt men voortdurend door guerrilla-aanvallen bestookt. Met verlies aan mensenlevens keert men na een tijd terug naar de plantage zonder enig succes te hebben.

juni
- 18 - In de Slag bij Kolin wordt het Pruisische leger onder aanvoering van kroonprins August Willem verslagen door de Oostenrijkers.
- 23 - Robert Clive verslaat in de Slag bij Plassey met 3000 man modern bewapende troepen het 50.000 man sterke leger van de Fransgezinde Naawab (onderkoning) Mir Jafar van Bengalen. Het oosten van het Indisch subcontinent komt daarmee onder de Britse kroon.

juli
- 26 - Slag bij Hastenbeck. De geallieerde strijdkrachten van het keurvorstendom Hannover, Hessen en Brunswijk worden verslagen door een Frans leger. Dit resulteert in de bezetting van Hannover.

september
- 30 - Onder leiding van de Graaf van Gronsfeld, drost van het Muiderslot, gaat Nederlands eerste porseleinfabriek in Weesp van start.
- september - Wigbold Crommelin wordt benoemd tot gouverneur van Suriname.

november
- 5 - In de Slag bij Roßbach verslaat Frederik de Grote de gecombineerde legers van Frankrijk en het Heilige Roomse Rijk.

## Beeldende kunst

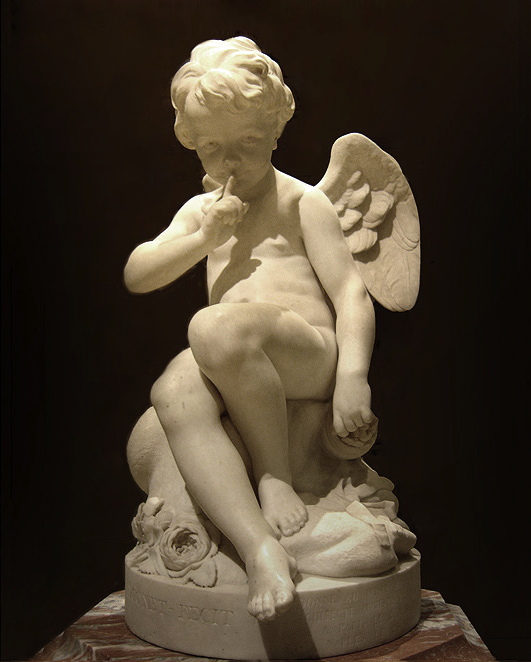
L'Amour menaçant, Étienne-Maurice Falconet (1757), Rijksmuseum

## Bouwkunst

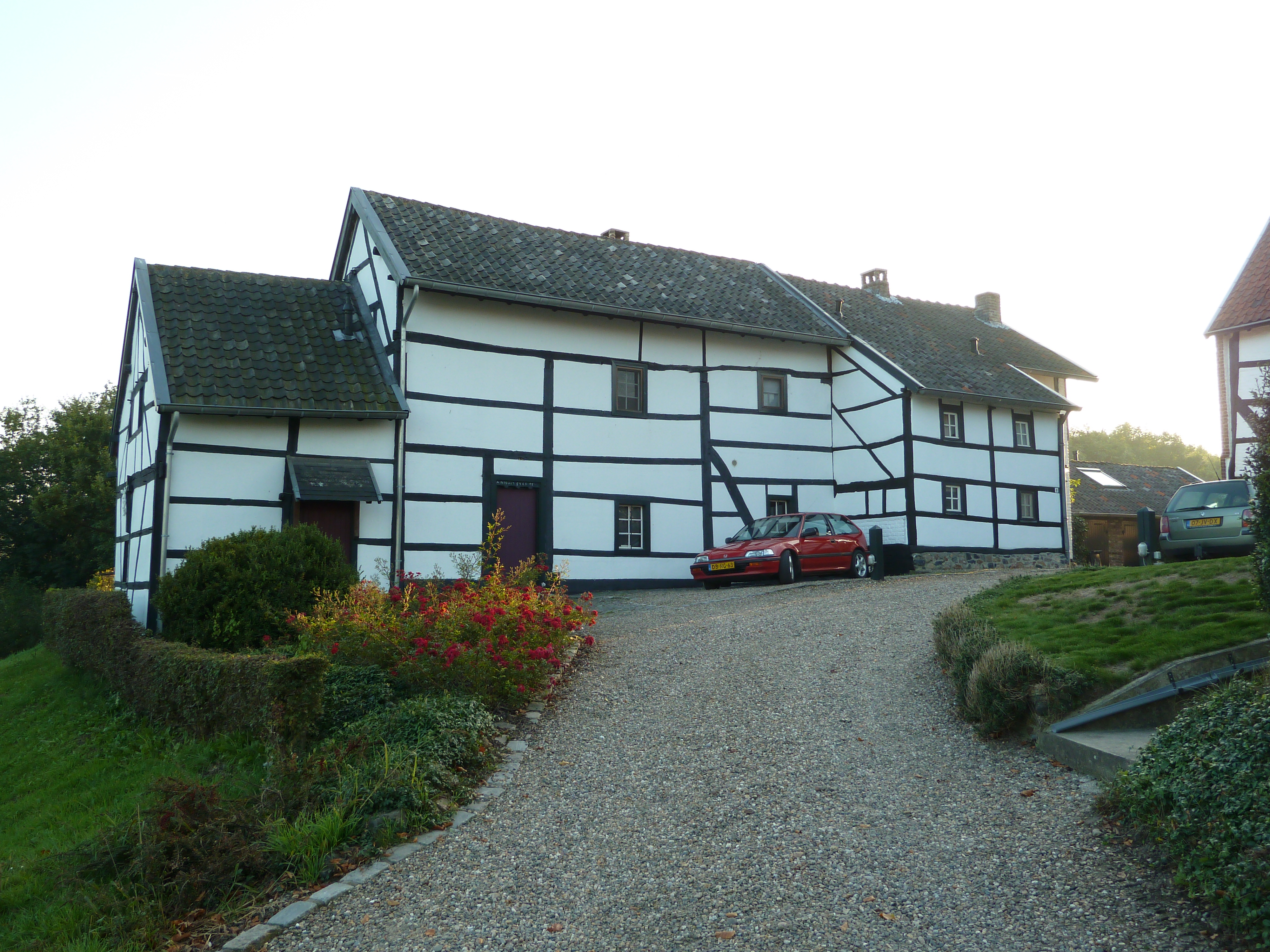
Boerderij. Epen (1757)
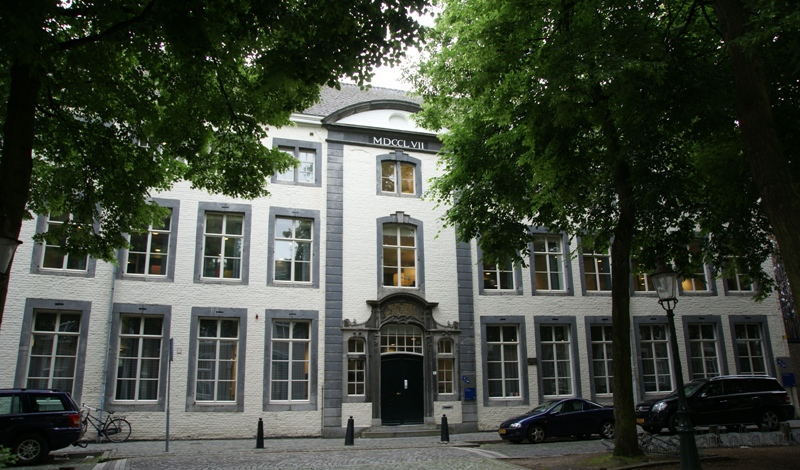
Armenhuis, Maastricht (1757)

## Geboren
januari
- 3 - Johann Abraham Sixt, Duits componist

maart
- 21 - James Sowerby, Engels bioloog en illustrator
- 31 - Gustaf Mauritz Armfelt, Zweeds diplomaat

juni
- 18 - Ignaz Pleyel, Oostenrijks componist

september
- 6 - Markies de La Fayette, Frans aristocraat

november
- 12 - Jacobus Bellamy, Nederlands dichter
- 28 - William Blake, Engels mystiek dichter en schilder

december
- 20 - Joseph Schubert, Duits componist

## Overleden
februari
- 26 - Maria Moninckx (83), Nederlandse schilderes en botanisch illustratrice

maart
- 1 - Edward Moore, Engels (toneel)schrijver
- 27 - Jan Václav Antonín Stamic (39), Boheems componist en virtuoos violist

aprill
- 15 - Rosalba Carriera (81), Italiaanse pastelschilderes

juli
- 23 - Domenico Scarlatti (71), Italiaans componist, klavecinist en organist

december
- 4 - Jan Jiří Benda (69), Boheems componist en organist

datum onbekend
- Willem de Fesch (~70), Nederlands componist en violist